# Elefanttandkräm
Elefanttandkräm, även känt som skumorm, är ett kemiskt experiment där väteperoxid, (H2O2), blandas med kaliumjodid (KI) och diskmedel för att bilda ett snabbt växande skum. Det är även möjligt att använda en blandning av varmt vatten och jäst istället för kaliumjodid. Experimentet sker oftast i en erlenmeyerkolv för att få skummet att skjutas upp i luften. 

## Kemi
Väteperoxid är stabilt i koncentrerad, kall form. Men när det blandas med vatten sönderfaller molekylen enligt reaktionsformeln:
H2O2 ⇒ H2O + ½ O2
Vid närvaro av en katalysator sker reaktionen hastigt. I reaktionen agerar kaliumjodid som katalysator eller en blandning av varmt vatten och jäst. Den häftiga reaktionen och värmen får diskmedlet att skumma.